# Mouvement socialiste africain
Le Mouvement socialiste africain (MSA) était un parti politique socialiste panafricain créé dans les années 1950, notamment par le Sénégalais Lamine Guèye et le Nigérien Djibo Bakary. En mars 1958, il a fusionné avec d'autres pour former le Parti du regroupement africain.